# Vicinaal

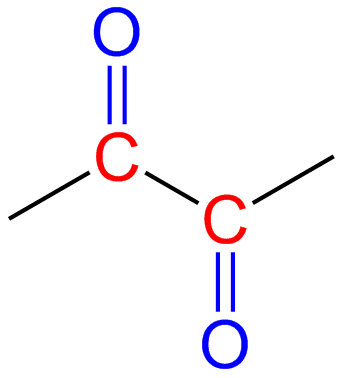
De twee zuurstofatomen uit de carbonylgroepen in butaandion (aangeduid in blauw) zitten vicinaal gesubstitueerd op naburige koolstofatomen (aangeduid in rood).

De term vicinaal wordt in de organische chemie gebruikt om aan te geven dat twee (gelijke) groepen aanwezig zijn op koolstofatomen die direct aan elkaar gebonden zijn. Vaak is de reactiviteit van vicinale groepen gewijzigd ten opzichte van "los" voorkomende groepen. Voorbeelden van verbindingen waarin sprake is van vicinale groepen zijn:
- oxaalzuur, twee carboxylgroepen naast elkaar, de eerste is sterker zuur dan een gewoon carbonzuur, de tweede zwakker
- butaandion, twee carbonylgroepen naast elkaar
- halogeenhydrine, waarbij een hydroxielgroep en een halogeenatoom langs elkaar zijn gesubstitueerd.